# اللغة اليابانية
اللغة اليابانية (日本語؛ ‎/ni.hoŋ̩.ɡo/‏ نِهون غو نيهون: اليابان؛ غو: لغة ) لغة اليابان الرسمية، وينطق بها أكثر من 130 مليون نسمة. تصنف اللغة اليابانية غالبا كلغة معزولة ولكن البعض يصنفها من اللغات الألطية ، ولكن هذه المعلومة غير مؤكّدة. تكتب اليابانية من اليسار إلى اليمين ومن الأعلى إلى الأسفل (بالرغم أن اللغة اليابانية كانت تكتب من اليمين إلى اليسار كاللغة العربية في فترة من الفترات). هناك نظامان لكتابة اللغة اليابانية: الكانجي، وهي رموز مأخوذة من اللغة الصينية تعبر عن كلمات كاملة، قبل الحرب العالمية الثانية كانت عددها يفوق الأربعين ألف رمز، لكن الولايات المتحدة أجبرت اليابان على تقليص عددها إلى ما يفوق الألفين بقليل. والنظام الثاني هو نظام الكانا وينقسم إلى فرع الهيراغانا وهي أحرف لكتابة الكلمات القواعدية بالإضافة إلى الكلمات من أصل ياباني عوضا عن الكلمات من أصل صيني. والفرع الثاني للكانا هو الكاتاكانا وهي أحرف ذات أشكال مختلفة عن أحرف الهيراغانا لكنها تلفظ مثلها تماما وتستعمل عادة لكتابة الكلمات من جذور غير يابانية وأغلبها الكلمات الدخيلة من اللغة الإنجليزية.

## أصوات
الحركات اليابانية عشرة، خمس قصيرة وخمس ممدودة، وحروفها هي: ا ك گ س ز ت د ن ه ب پ م ي ر و. في اليابانية لا نجد السكون إلا قبل الياء أو على النون (وتصبح النون غنة).

## صرف
في ترتيب الكلمات في اليابانية دائماً يوضع الفعل في نهاية الجملة، مثلاً:
僕は本を読んだ

(boku wa hon wo yonda)

أنا كتابًا قرأ.

قرأت كتاباً.
والحرف دائماً يوضع بعد الاسم أو الفعل المربوط به:
本に

(hon ni)

كتاب لِ

للكتاب
日本から

(nihon kara)

يابان من

من يابان

## ضمير
أهمية الضمائر في اليابانية قليلة جدا، وفي معظم الجمل لا يستعمل أي ضمير. مثلا:
Gakko ni itta)　学校に行った)
مدرسة لِ ذهب

ذهبتُ، أو ذهبتَ، أو ذهبتِ، أو ذهب، أو ذهبتْ، أو ذهبنا... إلخ... إلى المدرسة.

لكن إذا أراد أحد أن يستعمل ضميرا، هناك ضمائر كثيرة حسب درجة الأدب المطلوب، مثلا:
- ore　俺 = أنا (ذكر في حال عدم الأدب)
- boku　僕 = أنا (ذكر في حال عادية مع أصحابه)
- (watashi　私(わたし = أنا (ذكر أو أنثى في حال عادية مع الآخرون)
- watakushi　私(わたくし = أنا (ذكر وأنثى وتستخدم بدرجة عالية للتعبير عن الاحترام خصوصا إذا تحدثت مع شخص ذو مكانة)
- atashi　あたし = أنا (أنثى في حال عادية مع الآخرين)
- kono hito　この人 = أنا، أي هذا الشخص (في حال احترام كبير للمخاطب)

## اسم
لا يتغير شكل الأسماء في اليابانية في حال الإضافة أو التضعيف، أول حرف المضاف إليه تصبح مجهور، ولا يستعمل الجمع إلا في أسماء قليلة. مثلا شِمَ تعني جزيرة أو جزر أو جزيرتان.
هناك 4 حروف مهمة في اليابانية تعمل ما نعمله بالإعراب في العربية:
- گَ يوضع بعد الفاعل، فمعناه مثل معنى رفع الاسم بالعربية.
- أٌ يوضع بعد المفعول به، فمعناه مثل معنى نصب الاسم بالعربية.
- وَ توضع بعد مبتدأ الجملة، سواء كان الفاعل أم لا. وتختلف استعماله عن العربية.
- مٌ بعد الاسم تعني «حتى...» وتستعمل خاصة في مع النفي.

## فعل
أوقات الفعل الأساسية في اليابانية هي الماضي والمضارع، وتبني الماضي بزيادة ـتَ إلى المضارع (ناقص الضمة) وتغييرات أخرى بسيطة، مثلا: يٌمُ «يقرأ، تقرأ، أقرأ، الخ»، يٌنْدَ «قرأ، قرأت، قرأوا، الخ». بزيادة ـتً بنفس الطريقة، تحصل على فعل الارتباط، وهي صيغة تستعمل في حال ارتباط الجمل. وبالزيادة إلى صيغ الماضي، صيغ الفعل الأساسية خمس:
- تنتهي بالضمة، وهي المضارع.
- تنتهي بالكسرة، وهي اسم الفعل.
- تنتهي بالفتحة، مع زيادة نَئِ «لا».
- تنتهي بصوت é، وحده للأمر أو مع زيادة بَ «إن» أو رُ لمعنى «يمكن».
- تنتهي بصوت o ممدود لمعنى «هيا نعمل!».

## كتابة
تكتب اليابانية بالخط الصيني مع زيادة تقريبا مائة حرف مقطعي، يعني أن كل حرف تنطق كحرف زائد حركة معينة، وتسمى الحروف المقطعية "كانا"، والحروف الصينية "كانجي". تستعمل الكانجي" في كتابة معظم الأسماء والأفعال، وال"كانا" في كتابة الحروف والكلمات المختصة. تنقسم ال"كانا" إلى قسمين: "هيراغانا" وهي الحروف المستعملة في الكلمات اليابانية الأصلية، و"كاتاكانا" وهي تستعمل في كتابة الأسماء الأجنبية وغيرها. وهذا جدول بالحروف المقطعية، يذكر "هيراغانا" (هيراغانا) ثم "كاتاكانا" (كاتاكانا):

### جدول مقاطع الهيراغانا
|      | مونوغراف (gojūon) | مونوغراف (gojūon) | مونوغراف (gojūon) | مونوغراف (gojūon) | مونوغراف (gojūon)                     | ديغراف (yōon)                                     | ديغراف (yōon)                                     | ديغراف (yōon)                                     |  |
| a    | i | u | e | o | ya                                    | yu                                                | yo                                                |                                                   |  |
| ---- | --- | --- | --- | --- | ------------------------------------- | ------------------------------------------------- | ------------------------------------------------- | ------------------------------------------------- |  |
| ∅    | あ a ‎[a]‏ | い i ‎[i]‏ | う u ‎[u͍]‏ | え e ‎[e]‏ | お o ‎[o]‏                              |                                                   |                                                   |                                                   |  |
| K ك  | か ka ‎[ka]‏ | き ki ‎[ki]‏ | く ku ‎[ku͍]‏ | け ke ‎[ke]‏ | こ ko ‎[ko]‏                            | きゃ kya ‎[kʲa]‏                                    | きゅ kyu ‎[kʲu͍]‏                                    | きょ kyo ‎[kʲo]‏                                    |  |
| S س  | さ sa ‎[sa]‏ | し shi ‎[ɕi]‏ | す su ‎[su͍]‏ | せ se ‎[se]‏ | そ so ‎[so]‏                            | しゃ sha ‎[ɕa]‏                                     | しゅ shu ‎[ɕu͍]‏                                     | しょ sho ‎[ɕo]‏                                     |  |
| T ت  | た ta ‎[ta]‏ | ち chi ‎[ t͡ɕi]‏ | つ tsu ‎[ t͡su͍]‏ | て te ‎[te]‏ | と to ‎[to]‏                            | ちゃ cha ‎[ t͡ɕa]‏                                   | ちゅ chu ‎[ t͡ɕu͍]‏                                   | ちょ cho ‎[ t͡ɕo]‏                                   |  |
| N ن  | な na ‎[na]‏ | に ni ‎[ni]‏ | ぬ nu ‎[nu͍]‏ | ね ne ‎[ne]‏ | の no ‎[no]‏                            | にゃ nya ‎[nʲa]‏                                    | にゅ nyu ‎[nʲu͍]‏                                    | にょ nyo ‎[nʲo]‏                                    |  |
| H هـ | は ha ‎[ha]‏ (‎[wa]‏ as particle) | ひ hi ‎[çi]‏ | ふ fu ‎[ɸu͍]‏ | へ he ‎[he]‏ (‎[e]‏ as particle) | ほ ho ‎[ho]‏                            | ひゃ hya ‎[ça]‏                                     | ひゅ hyu ‎[çu͍]‏                                     | ひょ hyo ‎[ço]‏                                     |  |
| M م  | ま ma ‎[ma]‏ | み mi ‎[mi]‏ | む mu ‎[mu͍]‏ | め me ‎[me]‏ | も mo ‎[mo]‏                            | みゃ mya ‎[mʲa]‏                                    | みゅ myu ‎[mʲu͍]‏                                    | みょ myo ‎[mʲo]‏                                    |  |
| Y ي  | や ya ‎[ja]‏ | | ゆ yu ‎[ju͍]‏ | | よ yo ‎[jo]‏                            |                                                   |                                                   |                                                   |  |
| R ر  | ら ra ‎[ɽa]‏ | り ri ‎[ɽi]‏ | る ru ‎[ɽu͍]‏ | れ re ‎[ɽe]‏ | ろ ro ‎[ɽo]‏                            | りゃ rya ‎[ɽʲa]‏                                    | りゅ ryu ‎[ɽʲu͍]‏                                    | りょ ryo ‎[ɽʲo]‏                                    |  |
| W و  | わ wa ‎[wa]‏ | ゐ i/wi ‎[(w)i]‏ | | ゑ e/we ‎[(w)e]‏ | を o/wo ‎[(w)o]‏ (particle)             |                                                   |                                                   |                                                   |  |
|      | | | | |                                       |                                                   |                                                   |                                                   |  |
| *    | ん - /n/ إذا كانت بعده أحد الحروف التالية: n, t, d, r, ts, z, ch, d, j. - /m/ إذا كانت بعده m أو p أو b. - /ŋ/ (تنطق مثل ng- في اللغة الإنجليزية) إذا كانت بعده k أو g. - /ɴ/ في نهاية الكلام، - /ũ͍/ قبل الصوائت و y, h, f, s, sh ,w. | ん - /n/ إذا كانت بعده أحد الحروف التالية: n, t, d, r, ts, z, ch, d, j. - /m/ إذا كانت بعده m أو p أو b. - /ŋ/ (تنطق مثل ng- في اللغة الإنجليزية) إذا كانت بعده k أو g. - /ɴ/ في نهاية الكلام، - /ũ͍/ قبل الصوائت و y, h, f, s, sh ,w. | ん - /n/ إذا كانت بعده أحد الحروف التالية: n, t, d, r, ts, z, ch, d, j. - /m/ إذا كانت بعده m أو p أو b. - /ŋ/ (تنطق مثل ng- في اللغة الإنجليزية) إذا كانت بعده k أو g. - /ɴ/ في نهاية الكلام، - /ũ͍/ قبل الصوائت و y, h, f, s, sh ,w. | ん - /n/ إذا كانت بعده أحد الحروف التالية: n, t, d, r, ts, z, ch, d, j. - /m/ إذا كانت بعده m أو p أو b. - /ŋ/ (تنطق مثل ng- في اللغة الإنجليزية) إذا كانت بعده k أو g. - /ɴ/ في نهاية الكلام، - /ũ͍/ قبل الصوائت و y, h, f, s, sh ,w. | っ ترمز لـتشديد الحرف الذي بعدها      | ー                                                | ゝ (reduplicates and unvoices syllable)           | ゞ (reduplicates and voices syllable)             |  |
|      | | | | |                                       |                                                   |                                                   |                                                   |  |
|      | Diacritics (gojūon with (han)dakuten) | Diacritics (gojūon with (han)dakuten) | Diacritics (gojūon with (han)dakuten) | Diacritics (gojūon with (han)dakuten) | Diacritics (gojūon with (han)dakuten) | Digraphs with diacritics (yōon with (han)dakuten) | Digraphs with diacritics (yōon with (han)dakuten) | Digraphs with diacritics (yōon with (han)dakuten) |  |
| a    | i | u | e | o | ya                                    | yu                                                | yo                                                |                                                   |  |
| G گ  | が ga ‎[ɡa]‏ | ぎ gi ‎[ɡi]‏ | ぐ gu ‎[ɡu͍]‏ | げ ge ‎[ɡe]‏ | ご go ‎[ɡo]‏                            | ぎゃ gya ‎[ɡʲa]‏                                    | ぎゅ gyu ‎[ɡʲu͍]‏                                    | ぎょ gyo ‎[ɡʲo]‏                                    |  |
| Z ز  | ざ za ‎[za]‏ | じ ji ‎[d͡ʑi]‏ | ず zu ‎[zu͍]‏ | ぜ ze ‎[ze]‏ | ぞ zo ‎[zo]‏                            | じゃ ja ‎[d͡ʑa]‏                                     | じゅ ju ‎[d͡ʑu͍]‏                                     | じょ jo ‎[d͡ʑo]‏                                     |  |
| D د  | だ da ‎[da]‏ | ぢ ji ‎[d͡ʑi]‏ | づ zu ‎[zu͍]‏ | で de ‎[de]‏ | ど do ‎[do]‏                            | ぢゃ ja ‎[d͡ʑa]‏                                     | ぢゅ ju ‎[d͡ʑu͍]‏                                     | ぢょ jo ‎[d͡ʑo]‏                                     |  |
| B ب  | ば ba ‎[ba]‏ | び bi ‎[bi]‏ | ぶ bu ‎[bu͍]‏ | べ be ‎[be]‏ | ぼ bo ‎[bo]‏                            | びゃ bya ‎[bʲa]‏                                    | びゅ byu ‎[bʲu͍]‏                                    | びょ byo ‎[bʲo]‏                                    |  |
| P پ  | ぱ pa ‎[pa]‏ | ぴ pi ‎[pi]‏ | ぷ pu ‎[pu͍]‏ | ぺ pe ‎[pe]‏ | ぽ po ‎[po]‏                            | ぴゃ pya ‎[pʲa]‏                                    | ぴゅ pyu ‎[pʲu͍]‏                                    | ぴょ pyo ‎[pʲo]‏                                    |  |
| V ڤ  | | | ゔ vu/u ‎[v(u͍)]‏ | |                                       |                                                   |                                                   |                                                   |  |

### جدول مقاطع الكاتاكانا
|   | Monographs (gojūon)                                            | Monographs (gojūon)                                            | Monographs (gojūon)                                            | Monographs (gojūon)                                  | Monographs (gojūon)                                  | Digraphs (yōon)                                  | Digraphs (yōon)                                  | Digraphs (yōon)                                  |
| a | i                                                              | u                                                              | e                                                              | o                                                    | ya                                                   | yu                                               | yo                                               |                                                  |
| - | -------------------------------------------------------------- | -------------------------------------------------------------- | -------------------------------------------------------------- | ---------------------------------------------------- | ---------------------------------------------------- | ------------------------------------------------ | ------------------------------------------------ | ------------------------------------------------ |
| ∅ | ア a ‎[a]‏                                                       | イ i ‎[i]‏                                                       | ウ u ‎[u͍]‏                                                       | エ e ‎[e]‏                                             | オ o ‎[o]‏                                             |                                                  |                                                  |                                                  |
| K | カ ka ‎[ka]‏                                                     | キ ki ‎[ki]‏                                                     | ク ku ‎[ku͍]‏                                                     | ケ ke ‎[ke]‏                                           | コ ko ‎[ko]‏                                           | キャ kya ‎[kʲa]‏                                   | キュ kyu ‎[kʲu͍]‏                                   | キョ kyo ‎[kʲo]‏                                   |
| S | サ sa ‎[sa]‏                                                     | シ shi ‎[ɕi]‏                                                    | ス su ‎[su͍]‏                                                     | セ se ‎[se]‏                                           | ソ so ‎[so]‏                                           | シャ sha ‎[ɕa]‏                                    | シュ shu ‎[ɕu͍]‏                                    | ショ sho ‎[ɕo]‏                                    |
| T | タ ta ‎[ta]‏                                                     | チ chi ‎[t͡ɕi]‏                                                   | ツ tsu ‎[t͡su͍]‏                                                   | テ te ‎[te]‏                                           | ト to ‎[to]‏                                           | チャ cha ‎[t͡ɕa]‏                                   | チュ chu ‎[t͡ɕu͍]‏                                   | チョ cho ‎[t͡ɕo]‏                                   |
| N | ナ na ‎[na]‏                                                     | ニ ni ‎[nʲi]‏                                                    | ヌ nu ‎[nu͍]‏                                                     | ネ ne ‎[ne]‏                                           | ノ no ‎[no]‏                                           | ニャ nya ‎[ɲa]‏                                    | ニュ nyu ‎[ɲu͍]‏                                    | ニョ nyo ‎[ɲo]‏                                    |
| H | ハ ha ‎[ha]‏                                                     | ヒ hi ‎[çi]‏                                                     | フ fu ‎[ɸu͍]‏                                                     | ヘ he ‎[he]‏                                           | ホ ho ‎[ho]‏                                           | ヒャ hya ‎[ça]‏                                    | ヒュ hyu ‎[çu͍]‏                                    | ヒョ hyo ‎[ço]‏                                    |
| M | マ ma ‎[ma]‏                                                     | ミ mi ‎[mi]‏                                                     | ム mu ‎[mu͍]‏                                                     | メ me ‎[me]‏                                           | モ mo ‎[mo]‏                                           | ミャ mya ‎[mʲa]‏                                   | ミュ myu ‎[mʲu͍]‏                                   | ミョ myo ‎[mʲo]‏                                   |
| Y | ヤ ya ‎[ja]‏                                                     | [ n 1 ]                                                        | ユ yu ‎[ju͍]‏                                                     | [ n 1 ]                                              | ヨ yo ‎[jo]‏                                           |                                                  |                                                  |                                                  |
| R | ラ ra ‎[ɽa]‏                                                     | リ ri ‎[ɽi]‏                                                     | ル ru ‎[ɽu͍]‏                                                     | レ re ‎[ɽe]‏                                           | ロ ro ‎[ɽo]‏                                           | リャ rya ‎[ɽʲa]‏                                   | リュ ryu ‎[ɽʲu͍]‏                                   | リョ ryo ‎[ɽʲo]‏                                   |
| W | ワ wa ‎[wa]‏                                                     | ヰ wi ‎[i]‏                                                      | [ n 1 ]                                                        | ヱ we ‎[e]‏                                            | ヲ wo ‎[o]‏                                            |                                                  |                                                  |                                                  |
|   |                                                                |                                                                |                                                                |                                                      |                                                      |                                                  |                                                  |                                                  |
|   | Final nasal monograph                                          | Final nasal monograph                                          | Final nasal monograph                                          | Functional غرافيمs                                   | Functional غرافيمs                                   | Functional غرافيمs                               | Functional غرافيمs                               | Functional غرافيمs                               |
|   | ン n ‎[n]‏ ‎[m]‏ ‎[ŋ]‏ before stop consonants; n‎[ɴ]‏ ‎[ũ͍]‏‎[ĩ]‏ elsewhere | ン n ‎[n]‏ ‎[m]‏ ‎[ŋ]‏ before stop consonants; n‎[ɴ]‏ ‎[ũ͍]‏‎[ĩ]‏ elsewhere | ン n ‎[n]‏ ‎[m]‏ ‎[ŋ]‏ before stop consonants; n‎[ɴ]‏ ‎[ũ͍]‏‎[ĩ]‏ elsewhere | ッ (before تشديد consonant) consonant)               | ッ (before تشديد consonant) consonant)               | ー (after long vowel)                            | ヽ (reduplicates and unvoices syllable)          | ヾ (reduplicates and voices syllable)            |
|   |                                                                |                                                                |                                                                |                                                      |                                                      |                                                  |                                                  |                                                  |
|   | Monographs with diacritics: gojūon with (han)dakuten           | Monographs with diacritics: gojūon with (han)dakuten           | Monographs with diacritics: gojūon with (han)dakuten           | Monographs with diacritics: gojūon with (han)dakuten | Monographs with diacritics: gojūon with (han)dakuten | Digraphs with diacritics: yōon with (han)dakuten | Digraphs with diacritics: yōon with (han)dakuten | Digraphs with diacritics: yōon with (han)dakuten |
| a | i                                                              | u                                                              | e                                                              | o                                                    | ya                                                   | yu                                               | yo                                               |                                                  |
| G | ガ ga ‎[ɡa]‏                                                     | ギ gi ‎[ɡi]‏                                                     | グ gu ‎[ɡu͍]‏                                                     | ゲ ge ‎[ɡe]‏                                           | ゴ go ‎[ɡo]‏                                           | ギャ gya ‎[ɡʲa]‏                                   | ギュ gyu ‎[ɡʲu͍]‏                                   | ギョ gyo ‎[ɡʲo]‏                                   |
| Z | ザ za ‎[za]‏                                                     | ジ ji ‎[d͡ʑi]‏                                                    | ズ zu ‎[zu͍]‏                                                     | ゼ ze ‎[ze]‏                                           | ゾ zo ‎[zo]‏                                           | ジャ ja ‎[d͡ʑa]‏                                    | ジュ ju ‎[d͡ʑu͍]‏                                    | ジョ jo ‎[d͡ʑo]‏                                    |
| D | ダ da ‎[da]‏                                                     | ヂ ji ‎[d͡ʑi]‏                                                    | ヅ zu ‎[zu͍]‏                                                     | デ de ‎[de]‏                                           | ド do ‎[do]‏                                           | ヂャ ja ‎[d͡ʑa]‏                                    | ヂュ ju ‎[d͡ʑu͍]‏                                    | ヂョ jo ‎[d͡ʑo]‏                                    |
| B | バ ba ‎[ba]‏                                                     | ビ bi ‎[bi]‏                                                     | ブ bu ‎[bu͍]‏                                                     | ベ be ‎[be]‏                                           | ボ bo ‎[bo]‏                                           | ビャ bya ‎[bʲa]‏                                   | ビュ byu ‎[bʲu͍]‏                                   | ビョ byo ‎[bʲo]‏                                   |
| P | パ pa ‎[pa]‏                                                     | ピ pi ‎[pi]‏                                                     | プ pu ‎[pu͍]‏                                                     | ペ pe ‎[pe]‏                                           | ポ po ‎[po]‏                                           | ピャ pya ‎[pʲa]‏                                   | ピュ pyu ‎[pʲu͍]‏                                   | ピョ pyo ‎[pʲo]‏                                   |

### الكانجي (الحروف الصينية الأصل)
الكانجي هي رموز صينية تُستعمل في كتابة كثير من الأسماء والأفعال، وعددها آلاف (حوالي 2000 منها ضرورية لقراءة جريدة عادية وتسمى كانجي الإستخدام الشائع)، للكثير منها قراءتان، قراءة صينية وقراءة يابانية أصلية. مثلا، 本 معناه «جذر، أصل» وتُقرأ "Hon" في كلمات أصلها صينية (مثلا 日本 «اليابان»=يابان) وتُقرأ "Moto" في كلمات أصلها يابانية (مثلا 元値 "Motone"=ثمن (أصلي)).

## لهجات
توجد في اليابان لهجات كثيرة ومتعددة خاصة بكل منطقة أو مقاطعة، يوجد لكل مقاطعة أو منطقة لهجة خاصة بها كلهجة أوساكا، ولهجة شيزوكا، ولهجة هيروشيما ولهجة أوكيناوا الخ. على سبيل المثال، لهجة هوكايدو (هوكايدو Hokkaido جزيرة تقع في أقصى شمال اليابان) ستكون صعبة وغير مفهومة نوعاً ما على الشخص الموجود مثلاً في مدينة كاغوشيما Kagoshima والذي يتكلم في بلدته بلهجة كاغوشيما (كاغوشيما تقع في أقصى جنوب اليابان)، لذلك لا تستخدم لهجة هوكايدو إلا في جزيرة هوكايدو فقط. سبب كثرة واختلاف اللهجات اليابانية يعود إلى أنه كان في السابق، منذ فجر التاريخ، دويلات متخاصمة ومتناحرة في اليابان، وكان هناك قانون يمنع على كل دويلة من احتكاك أهلها بالدويلة التي بجوارهم، فأصبحت كل جماعة من الأفراد منغلقة على نفسها في الدويلة الخاصة بها وساعد على ذلك وجود الحواجز الطبيعية الضخمة (الجبال)، وبذلك قامت كل دويلة بتطوير اللهجة الخاصة بها والتي تختلف عن لهجات الدويلات المجاورة لها (على الرغم من أن أصل اللغة واحد ولكن اللهجات التي اشتقت منها طورها أهلها على مر السنين) وكذلك أصبحت لكل دويلة عاداتها وتقاليدها المميزة، وعلى الرغم من أن الفرقة كانت السائدة في ذلك الوقت إلا أن من نتائجها الإيجابية تنوع العادات والتقاليد في طول اليابان وعرضها اليوم.
وتعتبر لهجة طوكيو اللهجة التي تبناها الإمبراطور كي تكون لغة البلاد عند وحدة اليابان وهي اللهجة التي قرر الشعب الياباني أن يتخذها اللغة اليابانية الرسمية له لوحدة شعبه وأرضه، وهكذا فإن لهجة العاصمة طوكيو هي اللغة اليابانية الحالية بحد ذاتها. تقسم اللهجات اليابانية إلى مجموعتين: لهجات شرقية ولهجات غربية، اللهجات الشرقية على الرغم من اختلافها الملحوظ عن اللهجات الغربية إلا أنها في نفس الوقت تختلف فيما بينها مع وجود بعض الروابط التي أدت إلى جمعها في مجموعة واحدة، نفس الحال مع اللهجات الغربية.
اللهجات الشرقية تضم مناطق هوكايدو، توهوكو، كانتو، كوشينيتسو، والجزء الشرقي من منطقة تشوبو، في حين اللهجات الغربية تضم الجزء الغربي من منطقة تشوبو «بما فيها مدينة ناغويا»، ومناطق كانساي، تشوغوكو، شيكوكو، كيوشو، وأوكيناوا.